# Loppington
Loppington is een civil parish in het bestuurlijke gebied Shropshire, in het Engelse graafschap Shropshire met 611 inwoners.